# Тюлябаєво
Туляба́єво (рос. Тулябаево, башк. Туләбай) — присілок у складі Кугарчинського району Башкортостану, Росія. Входить до складу Волостновської сільської ради.
Населення — 176 осіб (2010; 186 в 2002).
Національний склад:
- башкири — 100%